# نقاب (فیلم ۲۰۰۷)
نقاب (به هندی: Naqaab) فیلمی محصول سال ۲۰۰۷ و به کارگردانی عباس-موستان است. در این فیلم بازیگرانی همچون بابی دئول، آکشای کانا، اورواشی شارما، راجندرانات زوتشی، آرچانا پوران سینگ ایفای نقش کرده‌اند.